# نيلسون أغرة
نيلسون أغرة هو لاعب كرة قدم برتغالي في مركز الوسط، ولد في 6 يناير 1991 في بوفوا دي فارزيم في البرتغال. شارك مع منتخب البرتغال تحت 20 سنة لكرة القدم. أما مع النوادي، فقد لعب مع نادي جل فيسنتي ونادي فارزيم ونادي ليتشويس.

## وصلات خارجية
- نيلسون أغرة على موقع قاعدة بيانات كرة القدم.إي يو (الإنجليزية)
- نيلسون أغرة على موقع Soccerway.com (الإنجليزية)
- نيلسون أغرة على موقع AS.com (الإسبانية)